# Роберто Болањо
Роберто Болањо (шп. Roberto Bolaño; Сантијаго де Чиле, 28. април 1953 — Барселона, 15. јул 2003) био је чилеански песник, приповедач, есејиста и романописац. Живео је у Чилеу, Мексику и Шпанији, активно учествујући у политици као интелектуалац левичар. Иако је већи део живота писао поезију, признање је стекао прозом. Познат је по романима: Удаљена звезда, Дивљи детективи, Амајлија, Чиле ноћу и 2666; као и збиркама приповедака: Телефонски позиви и Курве убице.
Одбацујући магијски реализам, Болањо се окренуо стварности, испитујући врло поетичним језиком и кроз јединствене форме: насиље, криминал, зло, мит о поезији и однос књижевности и политике.

## Биографија
Болањо је рођен 1953, у Сантијагу де Чилеу, као син боксера и камионџије Леона Болања и учитељице Викторије Авалосе. Сама породица је припадала нижој средњој класи, те се његова породица често селила по различитим местима у Чилеу, трагајући за бољим животом, да би се, када је Болању било петнаест, преселила у Мексико. У Мексику, као и у Чилеу, живео је у више градова. У мексичкој престоници је напустио средњу школу и запослио се као новинар, заступајући и бранећи идеологију левице.
Да би пружио подршку револуцији и социјалистичким реформама Салвадора Аљендеа, Болањо се 1973. враћа у родни Чиле. Међутим, након што је Пиноче војним ударом срушио Аљендову владу, почела су масовна ликвидирања и хапшења левичара, када је, између осталих, ухапшен и Болањо. Провео је осам дана у притвору, одакле је успео да се извуче уз помоћ једног чувара, кога је знао из школских дана.
Вративши се у Мексико, своју младост је провео живећи као боем и књижевни enfant terrible, то јест као професионални провокатор, који је неретко упадао и прекидао књижевне скупове. У овом периоду је страствено писао поезију. Заједно са пријатељем Мариом Сантијагом Папаскијаром покренуо је песнички покрет инфрареализам, илити утробни реализам.
Болањо се 1977. преселио у Шпанију, то јест Каталонију, где је живео у малом стану у Бланесу, каталонском градићу на обали у близини Барселоне. Радио је као перач судова, чувар камп земљишта, портир и чистач улица. Годинама је дању радио, а ноћу писао. У Шпанији се оженио и добио сина и ћерку.
У својим четрдесетим је почео активно да пише прозу. У интервјуу је изјавио да је прозу почео да пише јер се осетио одговорним за финансијску будућност своје породице, пошто је знао да поезијом не може обезбедити довољно новца. Ово је потврдио и његов уредник Хорхе Хералде, који је објаснио да је Болањо напустио "своју битничку егзистенцију у оскудици" зато што се након рођења сина 1990. осетио одговорним за будућност породице. Упркос томе, Болањо је наставио да се до краја живота првенствено идентификује као песник.
За десет година, од 1993. до 2003, објавио је преко десет прозних остварења од којих се издвајају романи: Удаљена звезда, Нацистичка литература у обе Америке, Дивљи детективи, Чиле ноћу; и збирка приповедака Курве убице. За роман Дивљи детективи добија награду Ромуло Гаљегос, престижну шпанску књижевну награду за роман. Након дужег погоршавања здравственог стања, умире 2003. услед отказивања јетре.

### Постхумна слава
Иако је још за живота привукао пажњу критичара и читалаца, поготово оних у шпанском говорном подручју, тек је након смрти стекао славу широм света. Оваквом статусу је посебно допринео постхумно објављен роман 2666. Ову књигу, која у шпанском издању броји више од 1000 страна, док је у српском преводу подељена у две књиге, критика је одушевљено поздравила. Роман је награђен наградама Алтазор, Саламбо и Хосе Мануел Лара, док је у САД, од стране часописа Тајм, проглашен књигом године. Неретко, савремени критичари предвиђају овој књизи будући статус класика.

## Стваралаштво

### Утицаји
Иако је као дечак показивао знаке дислексије, Болањо се развио у страственог читаоца. Слично свом узору Борхесу, сматрао је да је читање важнија активност од писања. Осим Борхеса и Кортасара, писаца којима је по сопственом признању несумњиво дуговао, Болањо је истакао важност и неких других латиноамеричких писаца, као што су: Никанор Пара, Гонсало Рохас, Хорхе Едвардс, Хосе Доносо, Адолфо Бјој Касарес, Енрике Лин, Силвина Окампо, Хуан Рулфо, Мануел Пуиг, Марио Варгас Љоса, Серхио Питол, Хуан Марсе, Мигел Анхел Астуријас и многи други. Поред латиноамеричких књижевника, Болањо је страствено читао и писце других националних књижевности. Као посебно утицајне на његово стваралаштво, између осталих, издвојио је дела: Франца Кафке, Витолда Гомбровича, Хермана Мелвила, Филипа К. Дика, Роберта Мусила, Блеза Паскала али и неколико савремених америчких књижевника као што су Кормак Мекарти, Томас Харис и Џејмс Елрој.
Са друге стране Болањо је оспоравао високе уметничке вредности делима Карлоса Фуентеса, Изабеле Аљенде, Антонија Скармете, Луиса Сепулведе и мексичког нобеловца Октавија Паза.

### Поетика
Болањо је припадао генерацији аутора која се оштро успротивила магијском реализму, као најпрепознатљивијем књижевном изражавању у латиноамеричкој књижевности, заступајући окретање ка стварности. Када је говорио о суштини књижевности, Болањо је истакао њен политички аспект. Написао је: Целокупна књижевност је, у извесном смислу, политичка. Прво, она је одраз политике, а друго она је исто тако и политички програм.
Један од кључних елемената његове прозе јесте стална веза између живота и књижевности. Ликови у његовој прози су неретко романописци или песници, укључујући и оне које је Болањо измислио и оне који су заиста постојали (У роману Чиле ноћу се као споредни лик појављује Пабло Неруда). Књижевни критичар Стејси д'Еразмо истиче:
Једно од луцидних задовостава читања Роберта Болања, који је умро у педесетој години 2003, лежи у његовој идеји да је култура, посебно књижевна култура, курва. У сусрету са политичком репресијом, превратом и опасношћу, писци настављају да се узбуђују над писаном речју, а то је за Болања извор у исти мах и племенитости и црног хумора. У његовом роману Дивљи детективи, два страствена млада латиноамеричка песника никада не губе веру у своју рафинирану уметност, без обзира на потресе живота, времена и политике. Иако су некада смешни, у њима је увек нечег херојског. Али шта значи то, пита се у свом мрачом, изузетном, нелагодном роману Чиле ноћу, што интелектуална елита пише поезију, слика и дискутује о финесама авангардног позоришта, дох хунта мучи људе у подруму? Реч не зна за оданост народу, нити за основну политичку тенденцију; она је дух из лампе који може бити призван од било којег господара. Део Болањове генијалности је у томе што се пита кроз иронију, која је толико оштра да можете посећи шаке на страницама, да ли смо можда превелики конформисти ако уметност користимо као анестетик, изговор и место за скривање од света, који је веома заузет радећи стварне ствари веома стварним људима. Да ли је храбро читати Платона у току војног пуча, или је то нешто друго?
Друге значајне теме његовог опуса укључују: потрагу, мит о поезији, однос поезије и криминала, насиље и криминал савремене Латинске Америке, као и суштину младости, љубави и смрти.

## Преводи на српски
До прве половине 2015. године на српском језику објављени су преводи романа: Удаљена звезда, Чиле ноћу, 2666 (у две књиге) и Амајлија, као и избор прича Позив на плес. Преводилац ових дела је Игор Маројевић, осим превода романа Амајлија који је начинио Душан Вејновић.

## Одабрана библиографија

### Романи
- Савети једног Морисоновог ученика Џојсовом фану (Consejos de un discípulo de Morrison a un fanático de Joyce, 1984)
- Ледена стаза (La pista de hielo, 1993)
- Стаза слонова (La senda de los elefantes, 1994)
- Нацистичка литература у Америци (La literatura nazi en America, 1996)
- Удаљена звезда (Estrella distante, 1996)
- Дивљи детективи (Los detectives salvajes, 1998)
- Амајлија (Amuleto, 1999)
- Чиле ноћу (Nocturno de Chile, 2000)
- Антверпен (Amberes, 2002)
- Лупенроманчић (Una novelita lumpen, 2002)
- 2666 (објављен постхумно, 2004).
- Трећи рајх (објављен постхумно, 2010).
- Недаће истинског полицајца (објављен постхумно, 2011).

### Збирке приповедака
- Телефонски позиви (Llamadas telefónicas, 1997)
- Курве убице (Putas asesinas, 2001)
- Несносни гаучо (El gaucho insufrible, објављен постхумно)

### Збирке песама
- Врапци преузимају висину (Gorriones cogiendo altura, 1975)
- Поновно осмишљавање љубави (Reinventar el amor, 1976)
- Фрагменти неопознатог универзитета (Fragmentos de la Universidad Desconocida, 1992)
- Романтични пас (Los perros románticos, 1993)
- Последњи дивљак (El último salvaje, 1995)
- Три (2000)